# فوهة بلانا

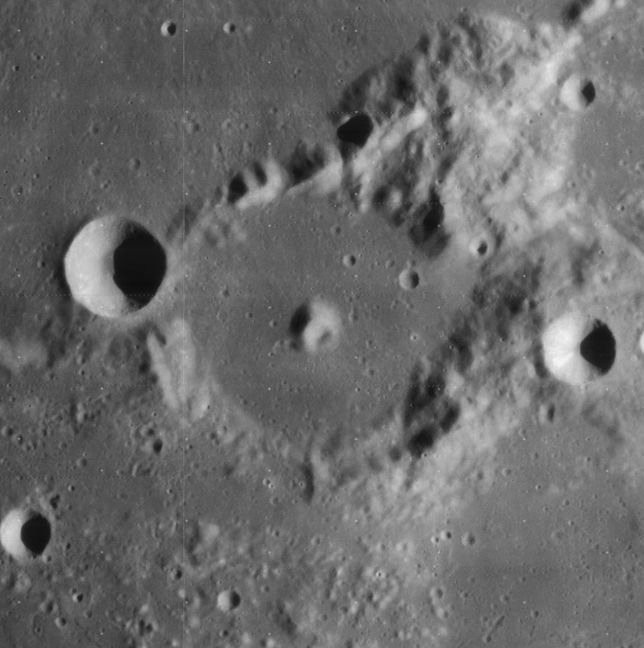
فوهة بلانا

فوهة بلانا (42.2°N 28.2°E) هي فوهة صدمية على سطح القمر تقع على حدود بحرين صغيرين من بحار القمر، بحر لاكوس مورتيس في الشمال ولاكوس سومنيوروم الكبرى في الجنوب. تظهر الفوهة إذا تم النظر إليها من على سطح الأرض بالشكل البيضاوي نتيجة لإنحراف الضوء، على الرغم من كونها دائرية أكثر. فوهة بلانا ملتصقه بفوهة ماسون من الطرف الشرقي عن طريق امتداد قصير من الأرض الوعرة. أما من الجانب الشمالي فيحد الفوهة فوهة بورغ الظاهرة. 

## الوصف

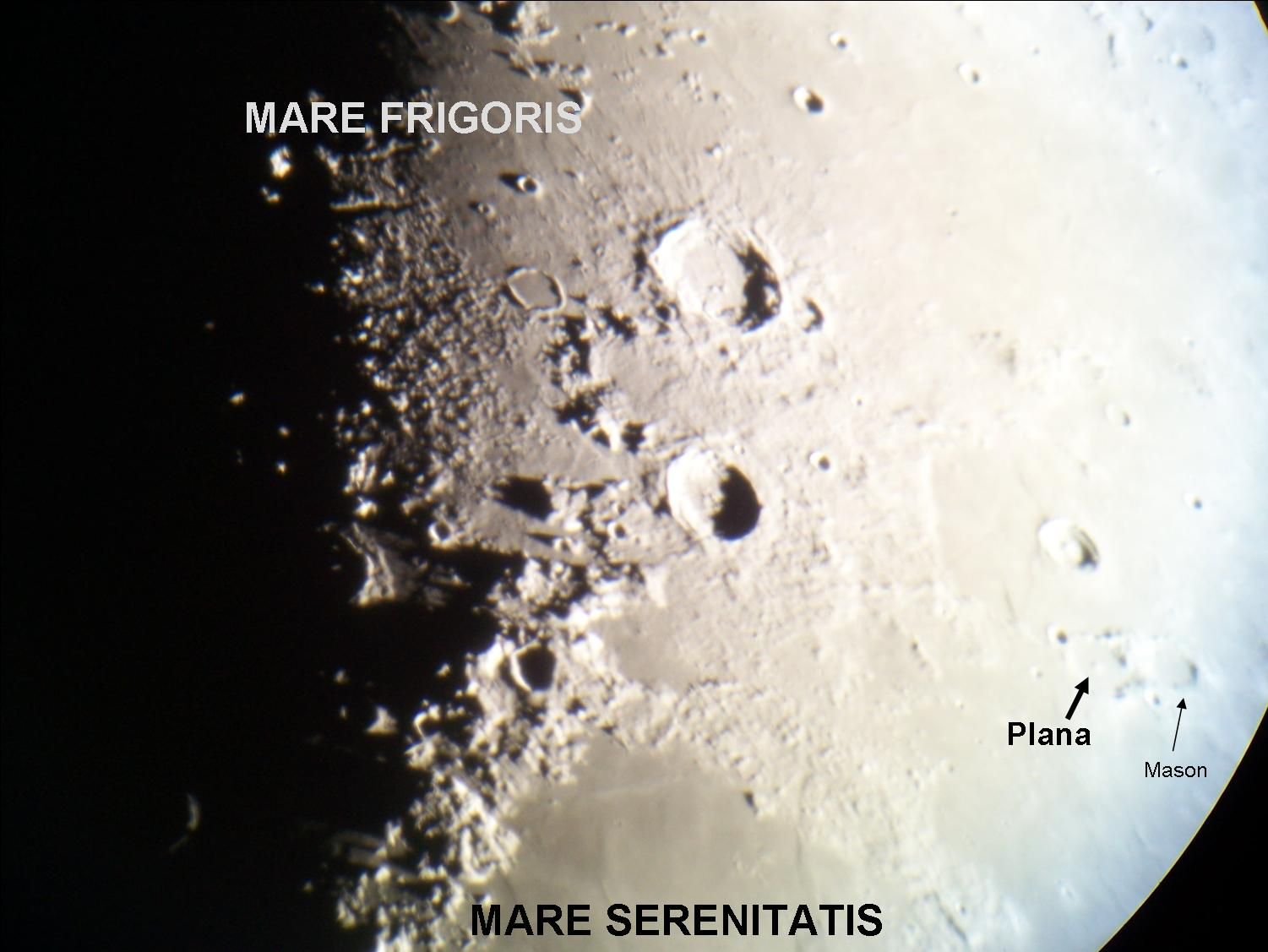
موقع بلانا على سطح القمر كما يصورها مرصد ماكدونالد.

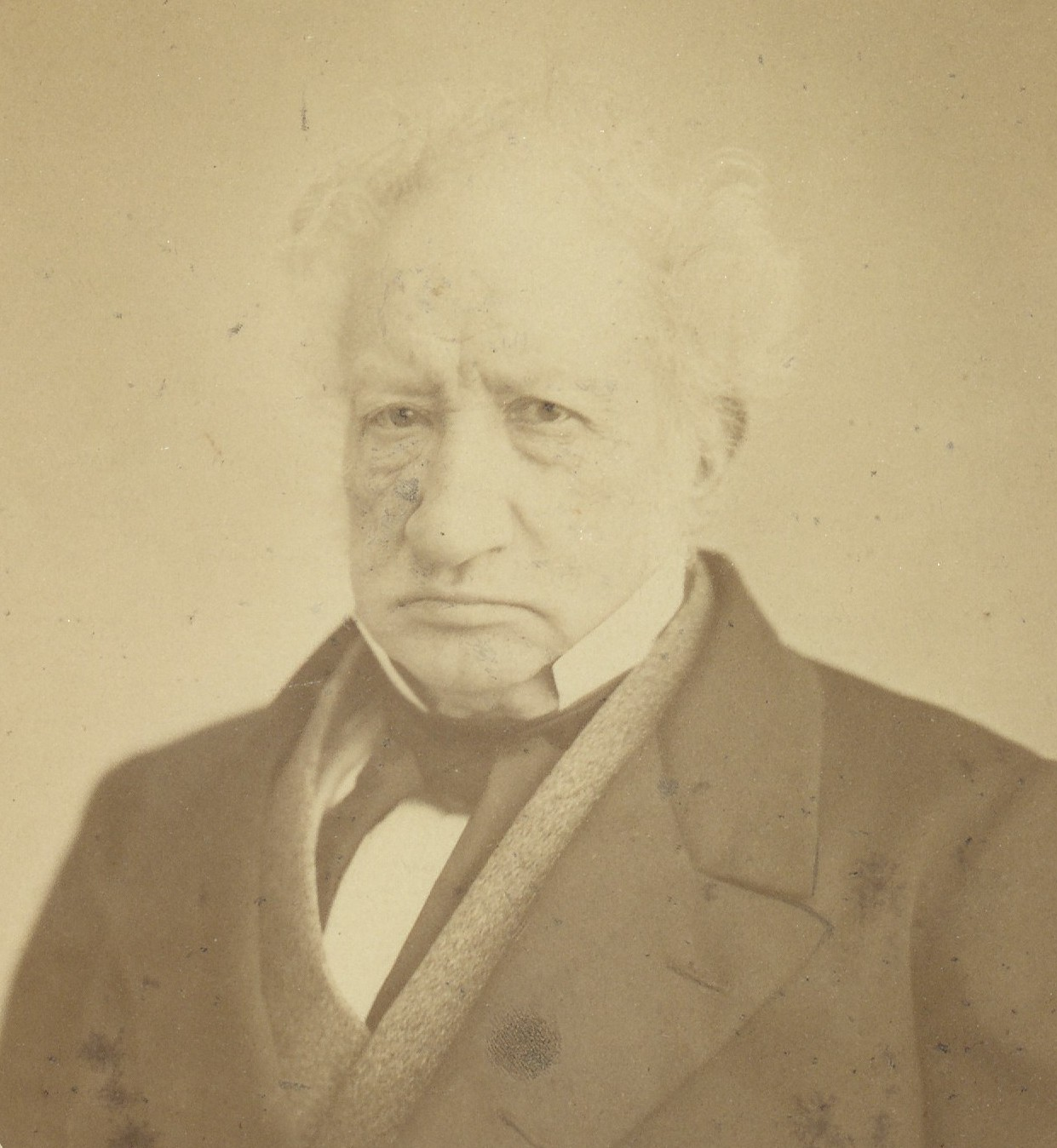
عالم الفلك والرياضياتي الإيطالي جيوفاني انطونيو أميديو بلانا، والتي سميت الفوهة تخليدا لإسمه

تتميز الفوهة بحواف خارجية نحيفه تم تآكلها بفعل العوامل الطبيعية والظروف البيئة، أما حوافها الداخلية فمغطاه بالحمم البازلتية، تاركه سطح مستوي مع ذروة مركزية فقط في مركز الفوهة تقريبا. يوجد فوهة صغيره بالقرب من الناحية الشرقية، ولكنها على خلاف باقي الأراضي الداخلية فإنها لا تتمتع بأي شكل خاص.
الحافة الخارجية للفوهة لديها بعض الفواصل الضيقة على طول الحافة الشمالية الغربية. توجد فوهة صغيره الحجم تقريبا بالقرب من الجزء الشمالي الغربي للفوهة.
يبلغ قطر الفوهة ما يقرب من 44 كم، بينما يبلغ عمقها حوالي 1 كم، وعلى زاوية 332° من شروق الشمس. سميت الفوهة على اسم عالم الفلك والرياضياتي الإيطالي جيوفاني انطونيو أميديو بلانا.

## فوهات القمر الصناعي
لرسم خريطة مماثلة لفوهات القمر يتم وضح حروف على كل جانب من جوانب الفوهة ومركزها لكل حرف منهم دلاله معينة.
| بلانا | خط طول  | خط عرض  | القطر |
| ----- | ------- | ------- | ----- |
| C     | 42.7° N | 27.1° E | 14 كم |
| D     | 41.7° N | 26.2° E | 7 كم  |
| E     | 40.5° N | 23.6° E | 6 كم  |
| F     | 39.8° N | 24.0° E | 5 كم  |
| G     | 39.1° N | 22.9° E | 9 كم  |

تم اقتراح تسمية فوهة بلانا جي باسم مانديلا (نيلسون مانديلا هو داع عالمي للسلام) تكريما لأعماله وتخليدا لذكراه من مجتمع لونا العالمي، ولكن لم يتم الموافقة على الاقتراح من قبل الإتحاد الفلكي الدولي.

## وصلات خارجية
- فوهات القمر
- جوله حول فوهات القمر -ناسا.